# Vladimir Bukal
Vladimir Bukal (1. studenoga 1939. – Zagreb, 20./21. srpnja 2008.), bio je hrvatski šahist, međunarodni majstor i šahovski trener. Otac je hrvatskog šahista, međunarodnog majstora Vladimira Bukala.
Nekoliko je puta sudjelovao na završnim prvenstvima Jugoslavije i Hrvatske za pojedince. Najviše je uspjeha postigao u kategoriji veterana (igrača starijih od 60 godina).
Bio je član Hrvatskog akademskog šahovskog kluba Mladost.
Najviši poredak na međunarodnoj šahovskoj ljestvici postigao je 1. siječnja 1986. kad je imao 2465 bodova i dijelio 22. – 27. mjesto među svim šahistima ondašnje Jugoslavije.
Uspjesi:
- pojedinačni prvak Hrvatske 1974. godine
- brončano odličje na svjetskom veteranskom prvenstvu 2001.
- zlatno odličje na europskom veteranskom prvenstvu 2001
- brončano odličje na svjetskom veteranskom prvenstvu 2003.

## Vanjske poveznice
- Izabrane partije na Chessgames.com